# 中井神社 (大阪市)
中井神社（なかいじんじゃ）は大阪府大阪市東住吉区針中野に鎮座する神社。安産の神として知られる。

## 祭神
- 素盞嗚尊

## 歴史

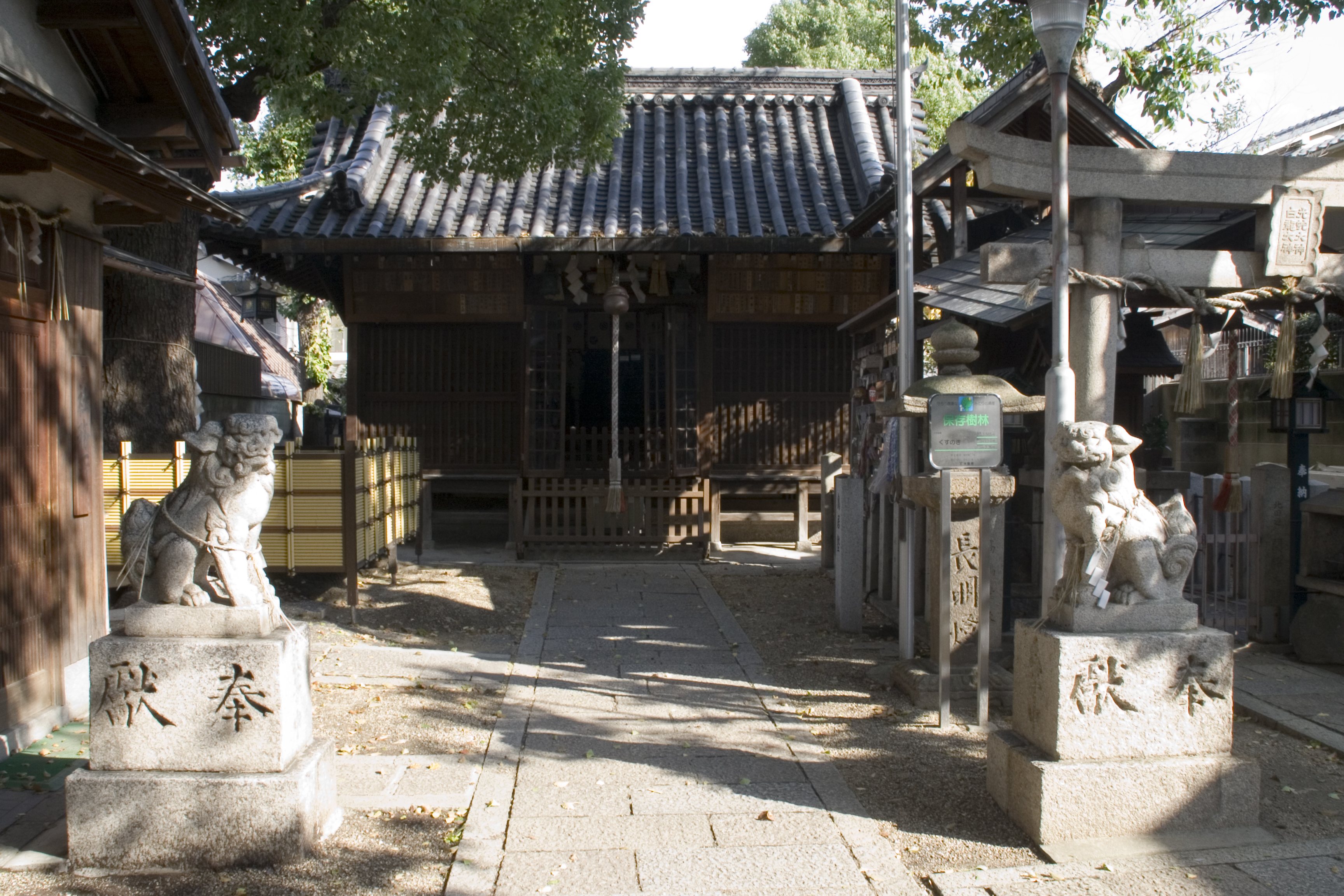
拝殿

『摂津志』に田辺東神祠は中野村にあり今は 天王と称すとあり、田辺西神祠の山阪神社と共に貞観4年（862年）11月従五位下を授かる。
- 社頭の「中井神社略記」によると、中野村の霊泉の井戸がある神社として明治の初めに中井神社と改められた。
- 明治5年（1872年）村社に列す。

## 境内
- 白龍社　白龍大神・光蛇大神　榎の老木を祀る。
- 大神宮社　天照大神

## 交通アクセス
- 近鉄南大阪線針中野駅より、北東に徒歩約7分
- Osaka Metro谷町線駒川中野駅より、南東に徒歩約7分